# Hilarographa marangana
Hilarographa marangana is een vlinder uit de familie bladrollers (Tortricidae). De wetenschappelijke naam van de soort is voor het eerst geldig gepubliceerd in 2009 door Józef Razowski.

## Type
- holotype: "male. VIII-IX.1890. leg. Doherty. genitalia slide no. 31828"
- instituut: BMNH. Londen, Engeland.
- typelocatie: "Indonesia, S.W. Sumatra, Marang"